# Ocneria eos
Ocneria eos är en fjärilsart som beskrevs av Hans Reisser 1962. Ocneria eos ingår i släktet Ocneria och familjen tofsspinnare. Inga underarter finns listade i Catalogue of Life.